# Wilhelmsbader Karussell
Das Wilhelmsbader Karussell ist ein historisches Karussell im Staatspark Wilhelmsbad in Hanau aus dem Jahr 1780. Es handelt sich um das älteste erhaltene feststehende Karussell der Welt.

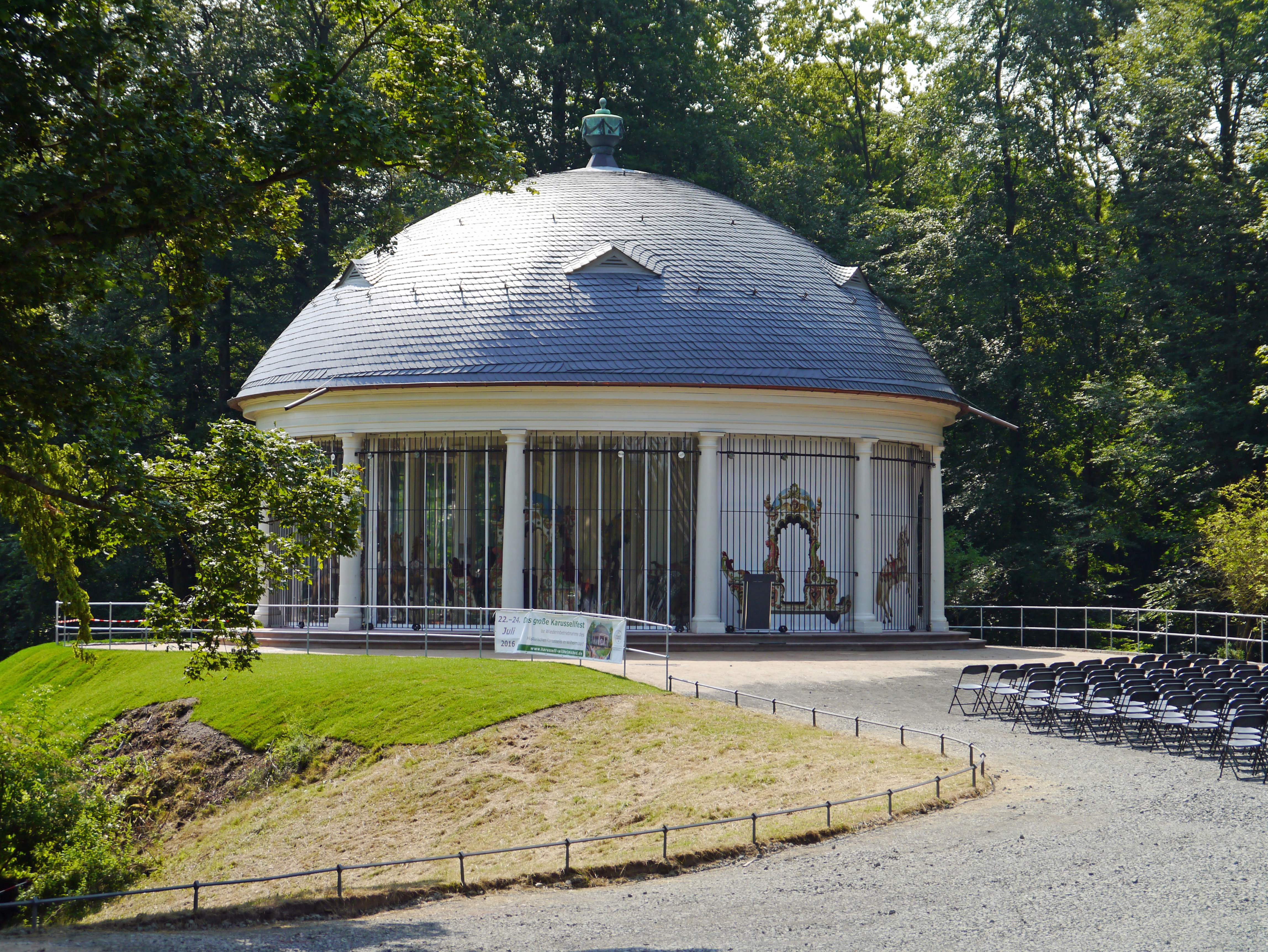
Das historische Karussell, 2016 nach der Renovierung

## Bauwerk

### Architektur
Das Karussell wurde in der Parkanlage von Wilhelmsbad zwischen dem lichten Boskett vor dem Kurhaus und dem dahinter liegenden dunklen Wald platziert.
Konstrukteur war Franz Ludwig Cancrin (* 1738; † 1816). Der Bauplatz für das Karussell war ein aufgelassener Steinbruch. Dort hinein wurde ein zweigeschossiges Bauwerk gestellt. Es enthielt im unteren, etwa vier Meter hohen Geschoss den Raum mit der Antriebsmechanik, das obere Geschoss war das sichtbare Karussell selbst. Um das Gebäude herum wurde der Aushub zum Bau des benachbarten Teichs so angeschüttet, dass nur noch dieser obere Teil sichtbar war und auf dem Hügel zu thronen scheint. Das Karussell ist als antikisierender Rundbau gestaltet, den im äußeren Bereich zwei Reihen von je 12 Säulen toskanischer Ordnung umgeben. Zwischen den beiden Säulenreihen bewegen sich als Figuren des Karussells Pferde und Wagen.
Hinter dieser Optik verbirgt sich folgende Konstruktion: Die Kuppel des Karusselldachs ruht auf dem Kreis der äußeren Säulen. Sie selbst besteht aus einem Dachtragwerk, an dem der Kranz der inneren Säulen hängt, an denen wiederum der innere Boden des Karussells aufgehängt ist. Zwischen diesem inneren Boden und dem äußeren Fundament besteht eine 25 cm breite Spalte, in der ein 70 cm hoher Ring läuft, auf dem die Figuren des Karussells montiert sind. Dieser Ring wird von der darunter liegenden Mechanik gedreht. So entsteht die Optik eines statischen Gebäudes, in dem sich die Figuren zwischen den Säulen bewegen.
Um diese Konstruktion statisch zu sichern und gleichzeitig als Dach eine Kuppel ausbilden zu können, durch die keine Streben laufen, entwarf Cancrin ein System aus sechs Sprengwerken. Jedes dieser Sprengwerke ruht auf einem Paar der gegenüber liegenden Säulen und ist – um die Kuppel ausbilden zu können – zweifach gebrochen. Der Kreuzungspunkt der Sprengwerke ist hoch komplex. Zwei Eisenbänder am Fuß der Kuppel bildeten einen Ringanker und fingen deren Horizontalschub auf.
Die ursprüngliche Ausstattung bestand aus zwei Phaetons mit je zwei vorgespannten Pferden und zwei einzelnen Reitpferden. Die Figuren waren aus Holz und bemalt, die Kutschen mit Plüsch ausgeschlagen, die Pferde trugen echtes Sattel- und Zaumzeug.

### Mechanik

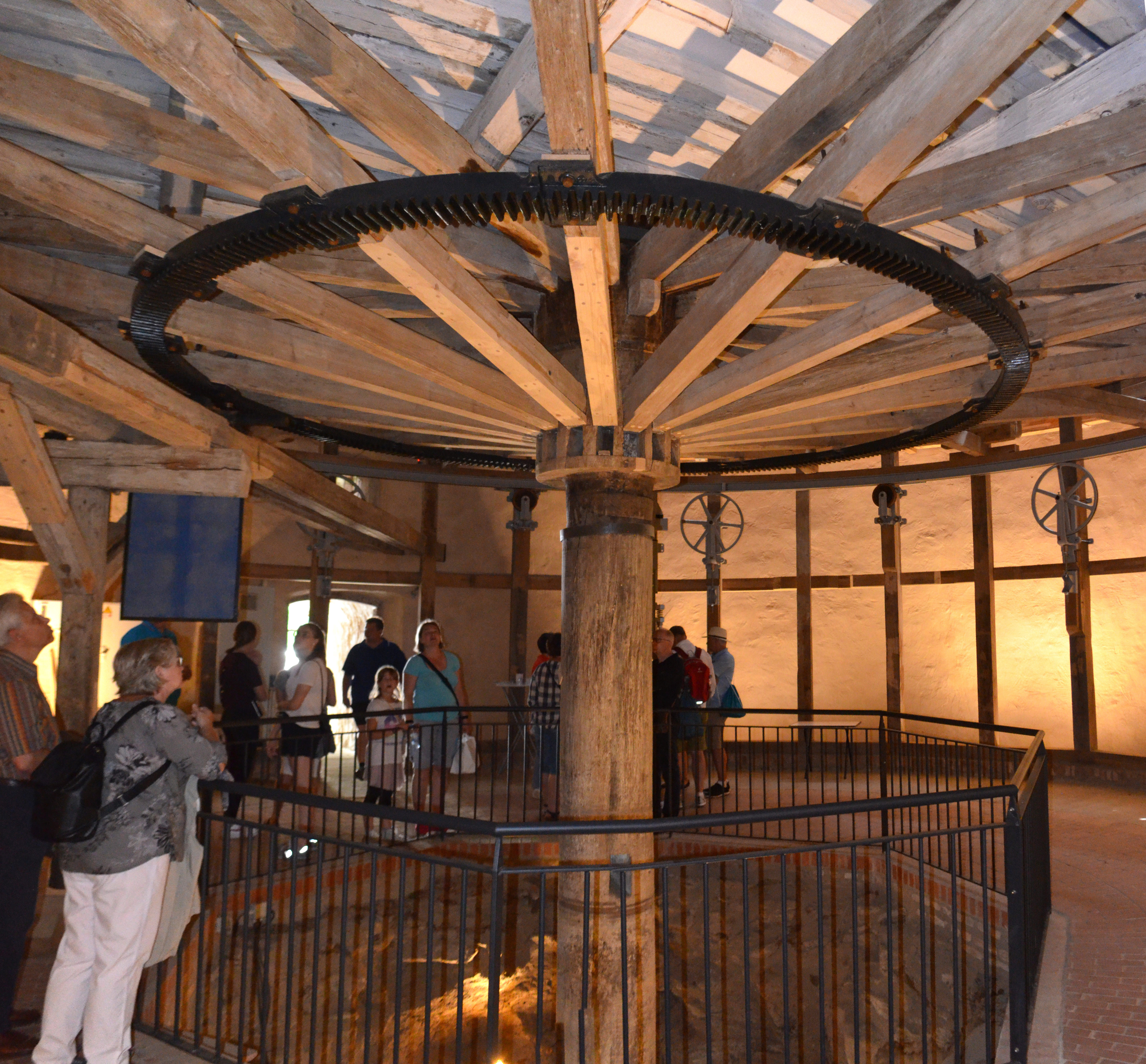
Mechanik

Die Achse des Karussells war etwa einen Meter dick und lief in eisernen Lagern. Das untere Lager befand sich in einem etwa drei Meter tiefen Schacht, der aus der Zeit des Betriebs des Steinbruchs stammt. Das obere Ende lagerte in dem von der Kuppel herabhängenden Boden des Karussells. In der Mitte lagerte die Achse zusätzlich in einem Holzrahmen. Im oberen Bereich der Achse bildeten sechzehn Balken, die wie die Speichen eines Rades gelagert waren, die Verbindung zu dem Ring, auf dem die Figuren des Karussells stehen. Angetrieben wurde es aus dem unterirdisch liegenden, von außen nicht sichtbaren unteren Geschoss, zunächst von Menschen.

## Geschichte

### Bau und historischer Betrieb

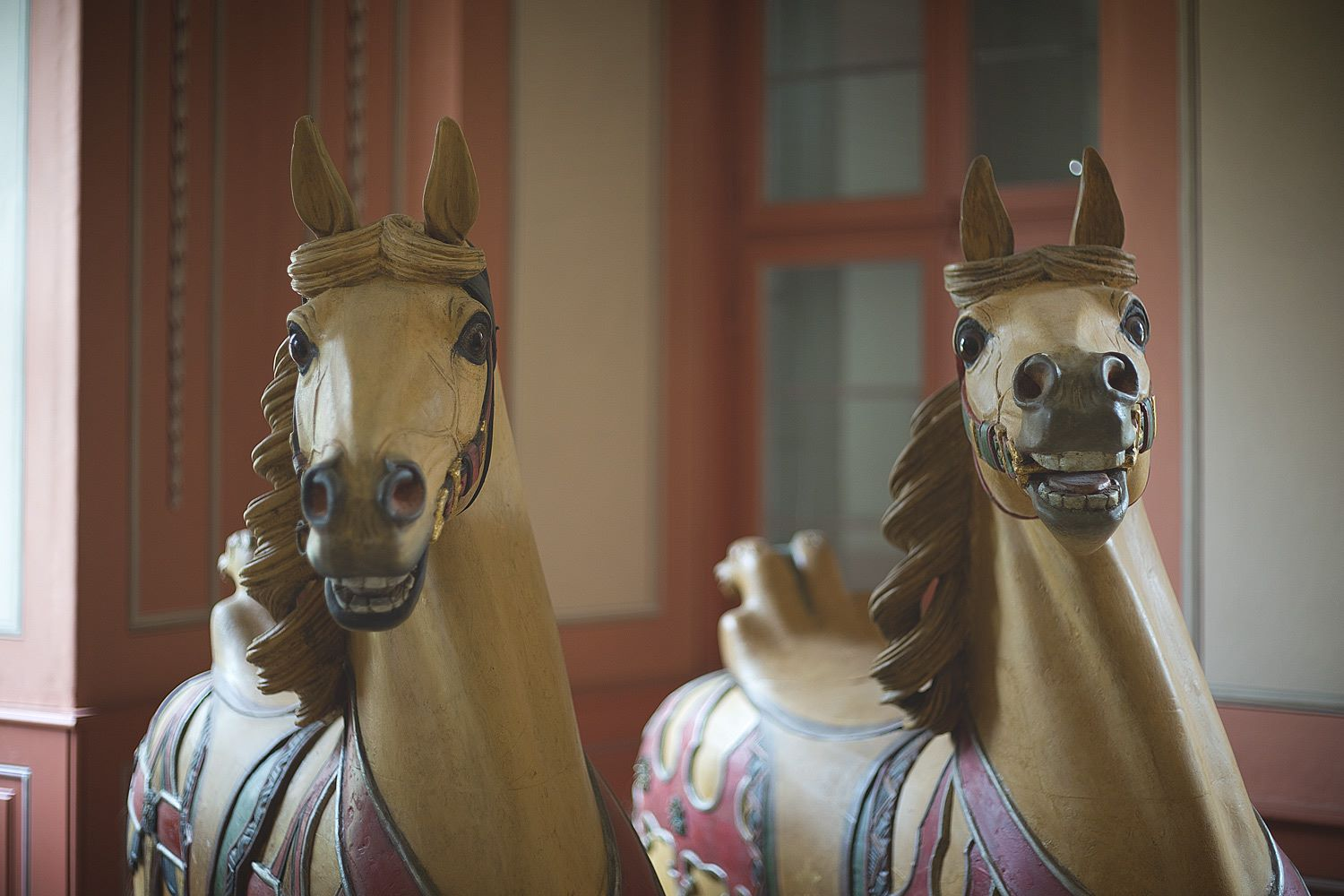
Pferde der Ausstattung von 1896 / 1898

Das Karussell wurde 1780 als Hauptattraktion im Park der Kuranlage Wilhelmsbad errichtet. Es sollte 400 Gulden kosten. Nach einer Planänderung wurden es letztendlich fast 1500 Gulden. Das Karussell war – wie die anderen Attraktionen des Parks auch – nur gegen eine Gebühr zu benutzen. Sie betrug 24 Kreuzer, wofür 12 Runden gefahren wurden.
Das Karussell war über 85 Jahre lang in Betrieb, als es im Krieg von 1866 durch preußische Artillerie beschädigt wurde. Die Ausstattung wurde darüber hinaus von französischen Kriegsgefangenen aus dem Deutsch-Französischen Krieg beschädigt und 1872 versteigert. 1873 sollte das Gebäude auf Abriss versteigert werden, was aber Bürgerproteste verhinderten.
1896 pachtete der Hanauer Zimmermann und Bauunternehmer Bernhard Scherf das Karussell. Mit einem Kostenaufwand von 20.000 Mark setzte er es in Stand und modernisierte es: Karossen und Pferde wurden bei der Gothaer Firma Fritz Bothmann u. Glück, Maschinen- und Carousselfabrik neu beschafft. Die Zahl der Wagen wurde auf vier, die der Pferde auf insgesamt 16 erhöht. Dies ist die bis heute erhaltene Ausstattung. Außerdem wurde für den Betrieb ein Gasmotor installiert. Von 1898 bis in den Ersten Weltkrieg hinein lief der Fahrbetrieb wieder. Ab 1934 erfolgte eine Restaurierung und 1936 soll das Karussell erneut gelaufen sein.
Im Zweiten Weltkrieg traf eine Sprengbombe das Karussell. Dabei wurde der eiserne Ringanker gesprengt und eine der zwölf tragenden Säulen stürzte um. Dadurch verrutschte der eigentlich statische Teil der Anlage gegen die Drehmechanik, klemmte sie ein und arretierte sie so, dass sich das Karussell nicht mehr drehen konnte. Die äußeren Kriegsschäden wurden erst 1964 behoben, die Mechanik aber nicht mehr repariert. Das Karussell drehte sich also nicht wieder. Die Figuren des Karussells waren zunächst im Comoedienhaus Wilhelmsbad gelagert. Nachdem dieses 1968 wieder in Betrieb gegangen war, wurden sie 1976 wieder auf dem Karussell aufgestellt und durch Gitter gesichert, die zwischen den äußeren Säulen montiert wurden.

### Wiederinbetriebnahme 2016
Nach jahrelangen Bemühungen des Landes Hessen, als dem heutigen Eigentümer des Staatsparks Wilhelmsbad, dessen zuständiger Verwaltung der Staatlichen Schlösser und Gärten Hessen und des Fördervereins für das Karussell im Staatspark Hanau-Wilhelmsbad wurde das Karussell ab 2007 restauriert. Geld dazu kam aus Spenden, Patenschaften für einzelne Karussellpferde, durch Zuwendungen der öffentlichen Hand und von der Deutschen Stiftung Denkmalschutz. Nach jahrelangen Arbeiten wurde das Karussell wieder betriebsfähig hergerichtet und am 22. Juli 2016 wieder in Betrieb genommen.